# Урджар
Урджа́р (каз. Үржар) — село, центр Урджарського району Абайської області Казахстану. Адміністративний центр Урджарського сільського округу.
Населення — 17296 осіб (2021; 17320 у 2009, 16830 у 1999, 18058 у 1989).
Національний склад станом на 1989 рік:
- казахи — 44 %
- росіяни — 39 %

## Мешканці
В селі народилася Грищенко Галина Анатоліївна (нар. 1952) — українська майстриня художнього текстилю.